# إلياس بليكس
إلياس بليكس هو مترجم ولغوي وبروفيسور وكاتب وعالم عقيدة وشاعر وسياسي نرويجي، ولد في 24 فبراير 1836 في Sandhornøya ‏ في النرويج، وتوفي في 17 يناير 1902 في كريستيانية ‏ في النرويج. نشط حزبياً في الحزب الليبرالي. وقد انتخب  (أغسطس 1885 – أغسطس 1886) وانتخب Minister of Education and Church Affairs ‏ (1 نوفمبر 1886 – 24 فبراير 1888) وانتخب Minister of Education and Church Affairs ‏ (26 يونيو 1884 – 15 أغسطس 1885).

## وصلات خارجية
- إلياس بليكس على موقع الموسوعة البريطانية (الإنجليزية)
- إلياس بليكس على موقع ميوزك برينز (الإنجليزية)